# Alaska-Canyon
Der Alaska-Canyon ist eine tief eingeschnittene Schlucht an der Nordflanke des Michigan-Plateau im zum Marie-Byrd-Land gehörigen Teil des Transantarktischen Gebirges.
Kartiert wurde der Canyon anhand von Vermessungsarbeiten des United States Geological Survey und mittels Luftaufnahmen der United States Navy zwischen 1960 und 1963. Das Advisory Committee on Antarctic Names benannte ihn nach der University of Alaska, von der zahlreiche in der Antarktis tätige Wissenschaftler stammten.

## Weblinks

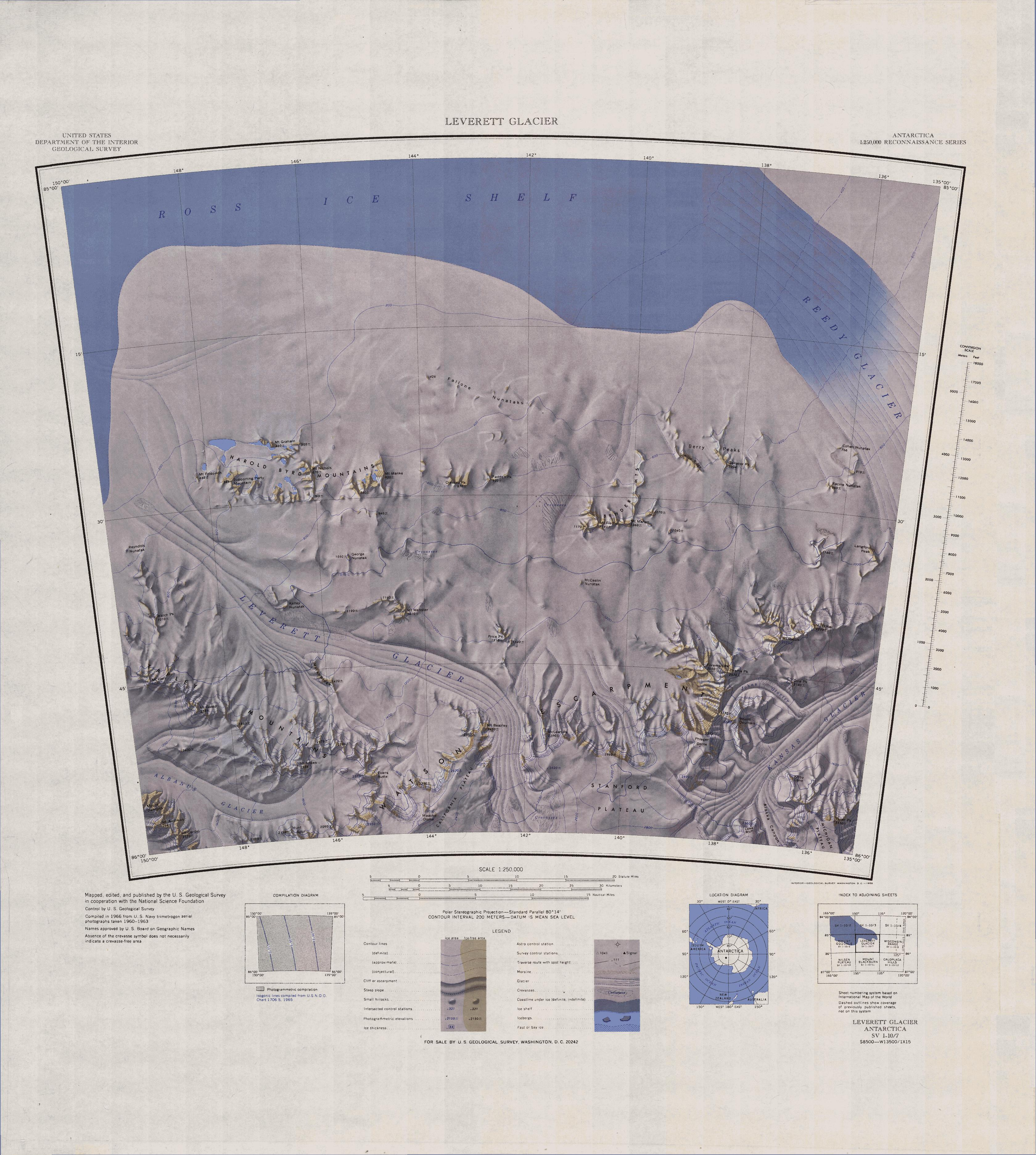
Kartenblatt Leverett Glacier von 1966, Alaska Canyon in der südöstlichen Ecke

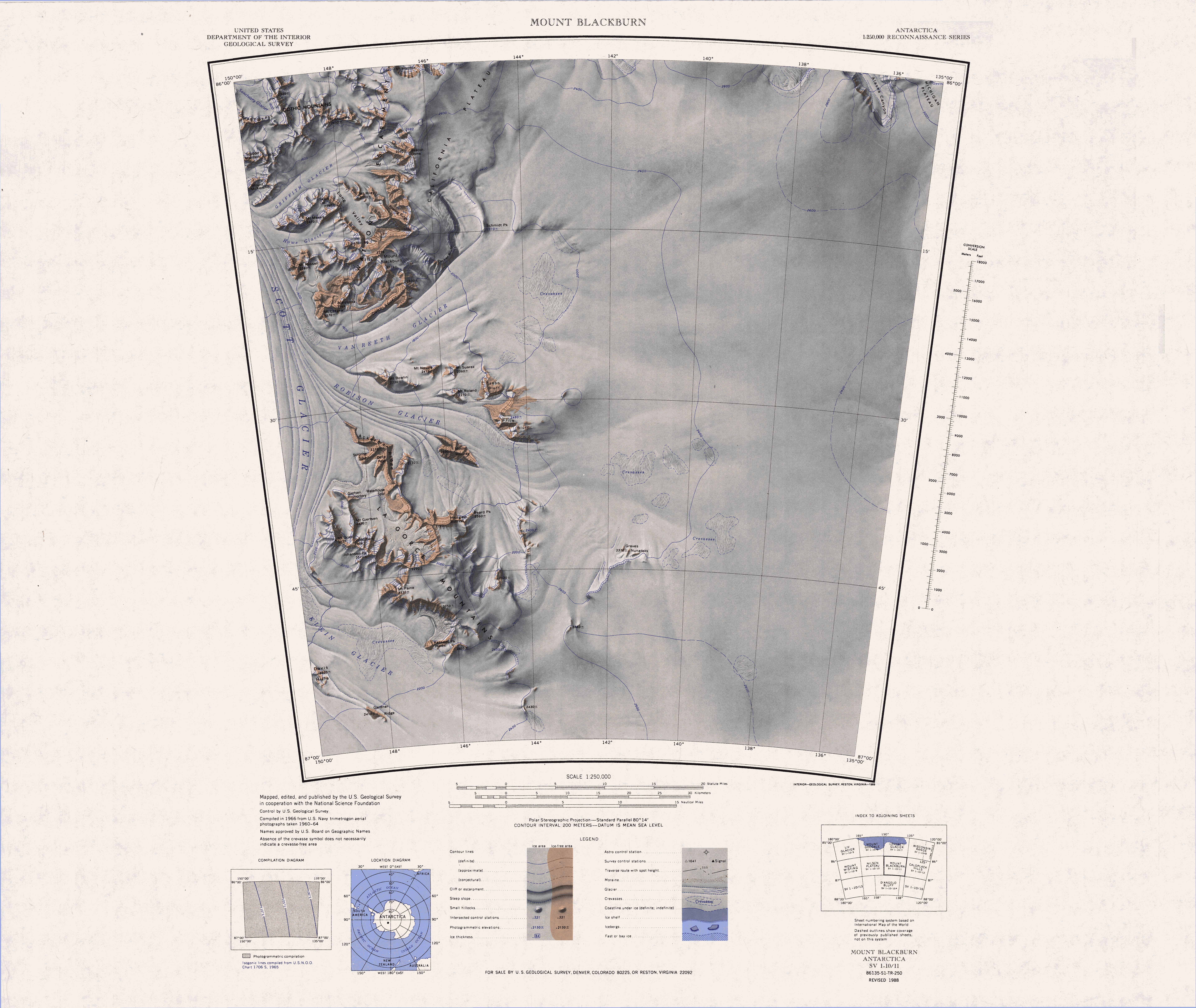
Kartenblatt Mount Blackburn von 1966 (Neuauflage 1988), Alaska Canyon in der nordöstlichen Ecke